# North End (Bexley)
Pour les articles homonymes, voir North End.
North End est une zone anglaise située au sud-est de Londres, dans le borough londonien de Bexley.